# Фридебург (Зале)
Фридебург (нем. Friedeburg) — коммуна на реке Зале в Германии, в земле Саксония-Анхальт, входит в район Мансфельд-Зюдгарц в составе городского округа Гербштедт.
Население составляет 462 человека (на 31 декабря 2009 года). Занимает площадь 6,51 км².
В состав коммуны входят: деревня Фридебург и сёла Нойе-Зидлунг и Томас-Мюнцер-Зидлунг.

## История
Первое упоминание о поселении относится к 1183 году.
24 января 2010 года, после проведённых реформ, коммуна Фридебург была включена в состав городского округа Гербштедт.

## Галерея

Фридебург на карте городского округа
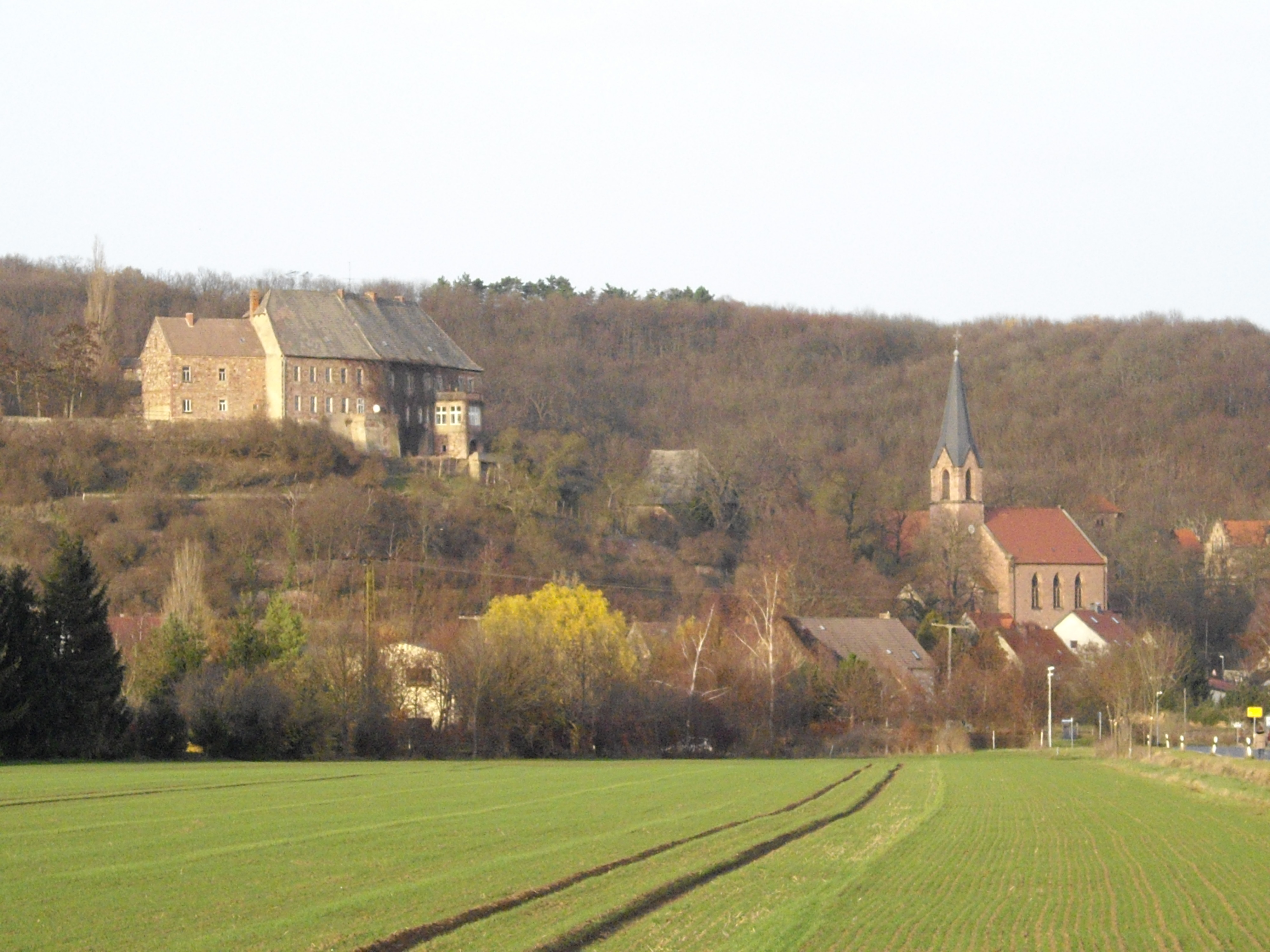
Вид на Фридебург
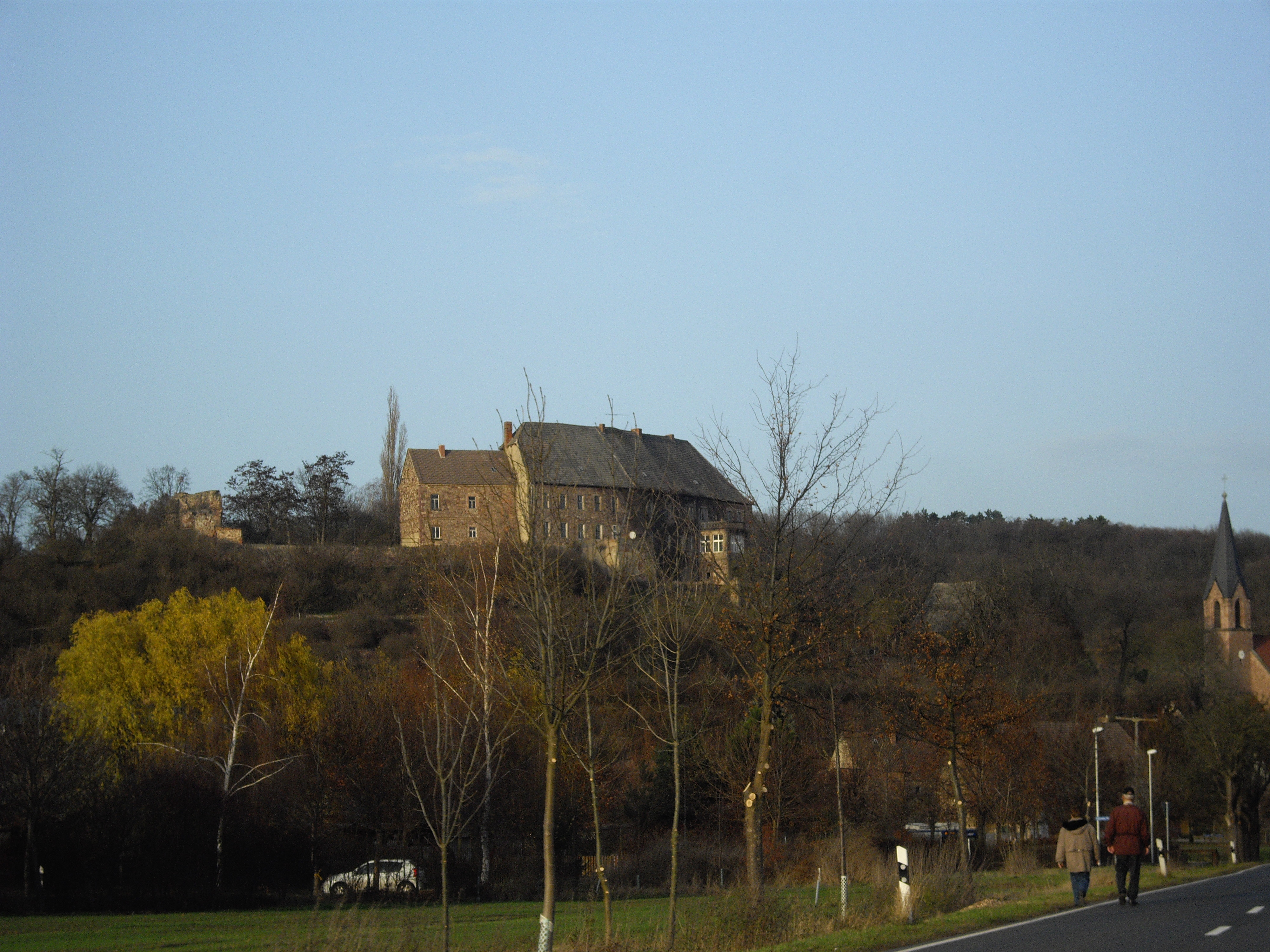
Замок во Фридебурге
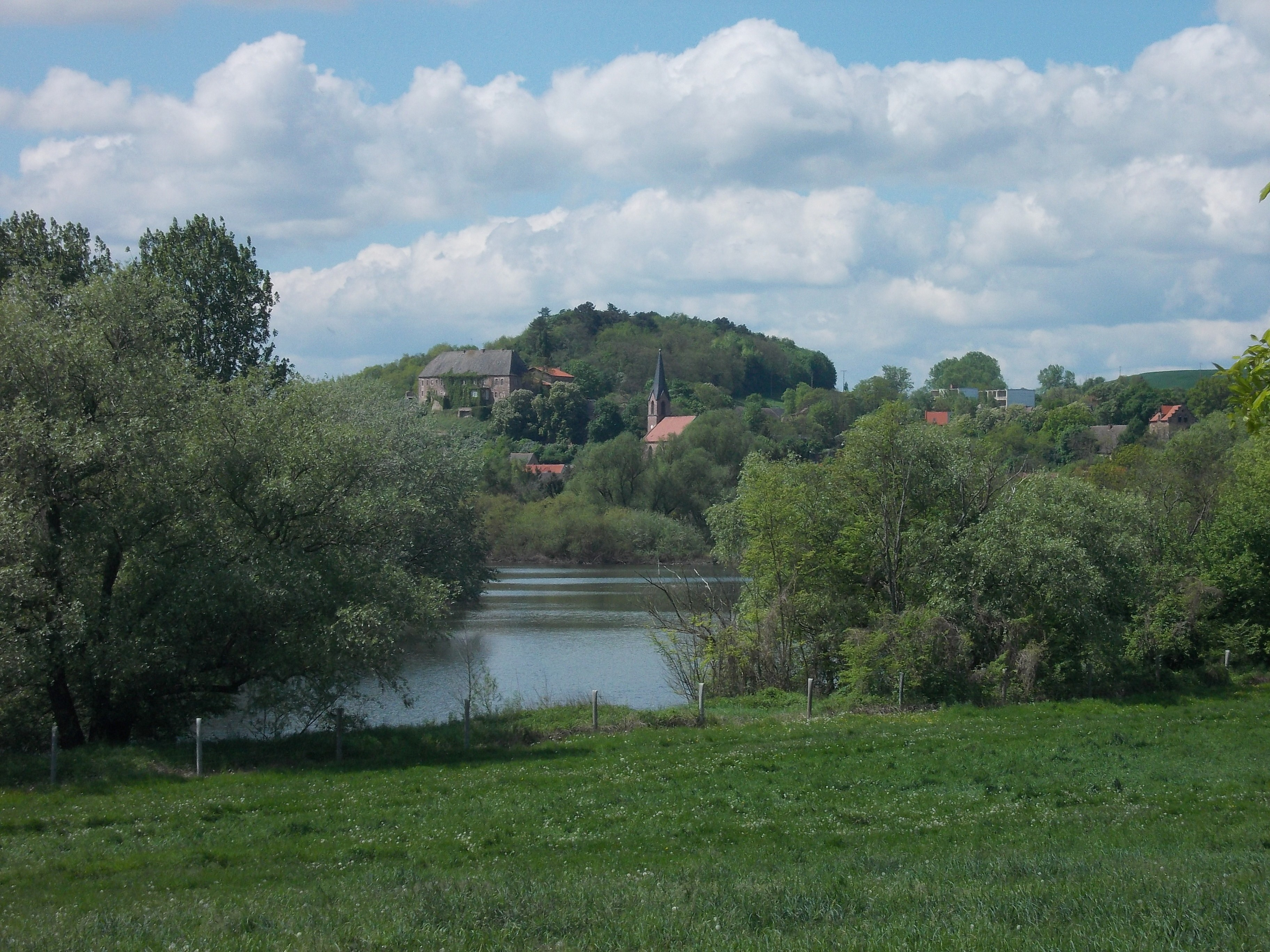
Вид на Фридебург через реку Зале